# جان اسپیمان
جان اسپیمان (انگلیسی: John Speakman؛ زادهٔ نوامبر ۱۹۵۸ (۶۶ سال)) دانشمند در زمینه اهل بریتانیا است.
وی همچنین برندهٔ جوایزی همچون همکار انجمن سلطنتی شده‌است.